# Constantin Virgil Gheorghiu

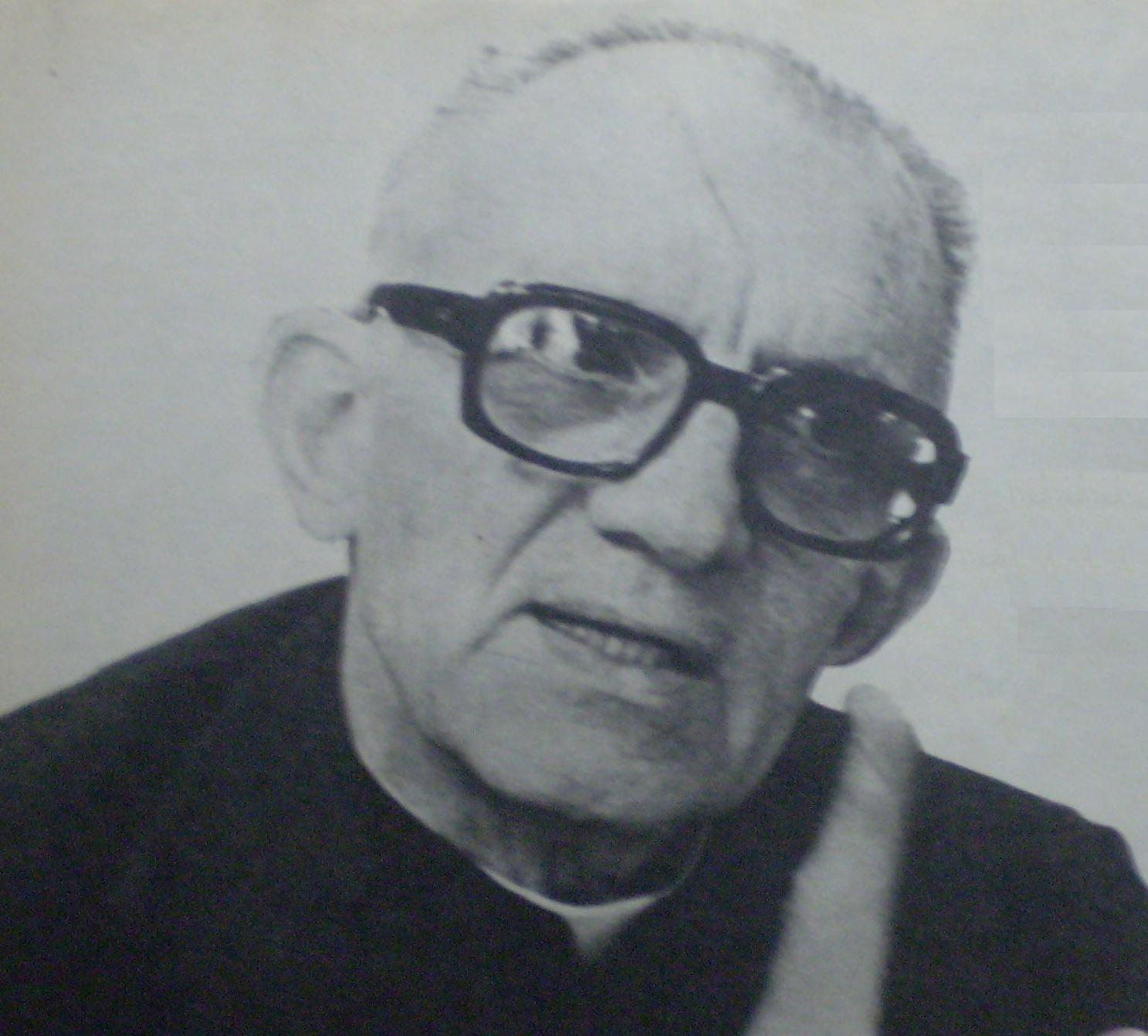
Constantin Virgil Gheorghiu

Constantin Virgil Gheorghiu (* 15. September 1916 in Războieni, Kreis Neamț, Königreich Rumänien; † 22. Juni 1992 in Paris) war ein rumänischer Schriftsteller, Priester und Diplomat.

## Leben
Der Sohn eines orthodoxen Priesters besuchte die Schule in Chișinău und studierte ab 1936 Philosophie und Theologie an der Universität Bukarest und der Ruprecht-Karls-Universität Heidelberg. Während der Diktatur von Ion Antonescu war er Botschaftssekretär im rumänischen Außenministerium und Presse-Attaché der rumänischen Botschaft in Kroatien. Von amerikanischen Truppen wurde er als Ministerialbeamter gemeinsam mit seiner Frau interniert. Schließlich ging er 1948 nach Frankreich, wo er bis zu seinem Tod in Paris lebte. Am 23. Mai 1963 wurde er nach dem erfolgreichen Abschluss theologischer Studien in Heidelberg als orthodoxer Priester an der rumänischen Erzengelgemeinde in Paris ordiniert.
Seine Romane „Die zweite Chance“ und „25 Uhr“ wurden in 20 Sprachen übersetzt, „25 Uhr“ unter dem Titel „Die 25. Stunde“ 1966 von Henri Verneuil mit Anthony Quinn in der Hauptrolle verfilmt.

## Veröffentlichungen (Auswahl)
- Ora 25. 1949
  - La Vingt-cinquième Heure. Übersetzung ins Französische Monica Lovinescu. 1949
  - 25 Uhr. Übersetzung Leonore Schlaich. Deutsche Verlags-Anstalt, 1950
- Die zweite Chance, Ullstein-Verlag, 1957
- Johannes Chrysostomus oder Goldmund, der unliebsame Mahner, Bachem, 1960[2]
- Alibi für Limitrof, List, 1964
- Die Unsterblichen von Agapia, Hegner, 1965
- Gangster Maximilian Perahim, Ullstein-Verlag, 1965
- Von 25 Uhr bis zur Ewigkeit, Kanisius-Verlag, 1967